# 弘南線
弘南線（日语：／ Kōnan sen */?）是一條連結日本青森縣弘前市的弘前站至該縣黑石市的黑石站，屬於弘南鐵道的鐵路線。设有“田圃铁道”(田んぼ鉄道)的爱称。

## 历史
弘南線開業於1927年，首通段为弘前 - 津轻尾上間。1948年弘南線电气化，采用600V直流电，是青森縣第一條電氣化的鐵路路線，1950年弘南線全線通車。1954、1961年电气化电压分别提升至750V和1500V，1975年开始开行快速列车。1984年弘南線货运废止，2007年快速列车停止开行，但直到2018年才正式废止。
由于少子化、人口外移、设施老旧等因素，弘南鐵道于2021年与沿线地方政府达成支援计划，以维持弘南鐵道路线的持续运营。2023年9月25日弘南線因发现轨条异常，而停止运营，直到11月7日全线恢复运行。

## 路線資料
- 路線距離（營業距離）：16.8公里
- 軌距：1067毫米
- 站數：13個（包括起終點站）
- 複線路段：沒有（全線單線）
- 電氣化路段：全線電氣化（直流電1500 V）
- 閉塞方式：自動閉塞式
- 可交會車站：6（弘前、新里、館田、津輕尾上、田舍館、黑石）

## 運行形態
2019年10月1日起，弘南線時刻表为，早上繁忙時間30分钟運行一班列車，傍晚繁忙時間35分钟運行一班列車，其餘時間60分钟運行一班列車，所有列车皆为2辆编组，单人运转。
2019年以前在平日早晨设定有车掌的1往复4辆编组列车，服务沿线通学学生。另外在1975~2007年间开行快速列车，停靠以下车站：
- 上行：弘前 -（各停）- 平賀 - 津輕尾上 - 黑石
- 下行：黑石 - 津輕尾上 - 平賀 - 弘前東高前 - 弘前

## 车辆

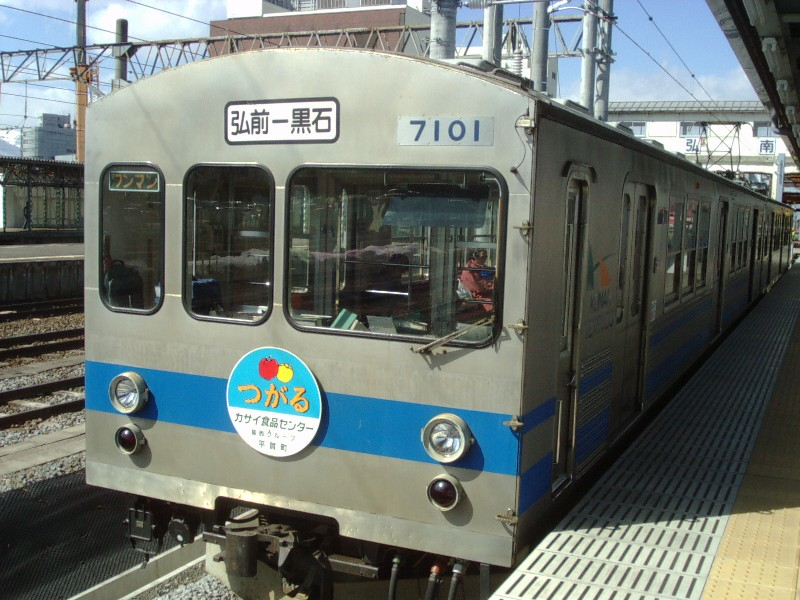
弘南铁道7000系
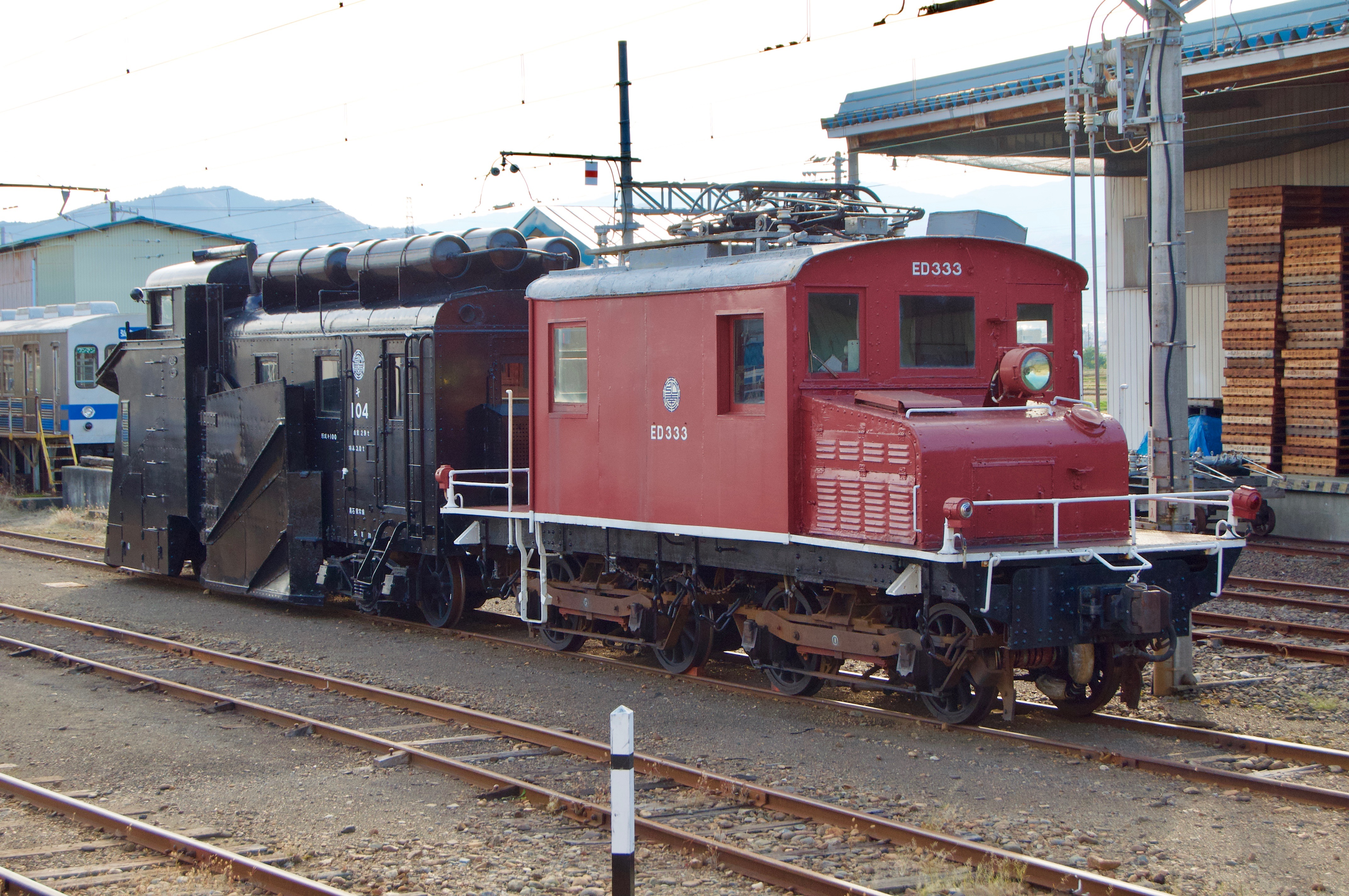
与除雪车キ100形连接的ED33形

弘南鐵道是日本除观光铁路外，唯一没有冷房车的铁路公司。目前弘南鐵道所有路线都使用弘南铁道7000系电力动车组运转，该车原本是东急电铁所属的初代東急7000系電車，于1962~1966年间制造。事业用车辆则有1辆ED33形电力机车，该车制造于1923年，最初属于西武铁道前身之一的武藏野铁道，至今仍在牵引犁式除雪車。
在7000系之前弘南線曾使用南海电铁的南海1521系電聯車，和東急3600系電聯車。

## 車站列表
- 所有列車都是普通列車（各站停車）。但是，早上和黃昏以後及冬季通過▽的車站。
- 軌道（全線單線） … ◇：可進行列車交會，｜、＊：不可進行列車交會（＊為交會設備休止）
- 所有車站都位於青森縣
- 过去在黑石站可以接续弘南鐵道黑石线 (原属日本国铁)。

| 車站編號 | 中文站名     | 日文站名 | 英文站名 | 營業距離 | 營業距離 | 接續路線                 | 軌道 | 所在地            |
| 車站編號 | 中文站名     | 日文站名 | 英文站名 | 站間     | 累計     | 接續路線                 | 軌道 | 所在地            |
| -------- | ------------ | -------- | -------- | -------- | -------- | ------------------------ | ---- | ----------------- |
| KK 01    | 弘前         |          |          | -        | 0.0      | 東日本旅客鐵道：奧羽本線 | ◇    | 弘前市            |
| KK 02    | 弘前東高中前 |          |          | 0.9      | 0.9      |                          | ｜   | 弘前市            |
| KK 03    | 體育公園前   |          |          | 1.2      | 2.1      |                          | ｜   | 弘前市            |
| KK 04    | 新里         |          |          | 1.5      | 3.6      |                          | ◇    | 弘前市            |
| KK 05    | 館田         |          |          | 1.6      | 5.2      |                          | ◇    | 平川市            |
| KK 06    | 平賀         |          |          | 2.3      | 7.5      |                          | ＊   | 平川市            |
| KK 07    | 柏農高中前   |          |          | 2.0      | 9.5      |                          | ｜   | 平川市            |
| KK 08    | 津輕尾上     |          |          | 1.6      | 11.1     |                          | ◇    | 平川市            |
| KK 09    | 尾上高中前   |          |          | 1.4      | 12.5     |                          | ｜   | 平川市            |
| KK 10    | 稻田藝術     | ▽        |          | 0.9      | 13.4     |                          | ｜   | 南津輕郡 田舍館村 |
| KK 11    | 田舍館       |          |          | 0.4      | 13.8     |                          | ◇    | 南津輕郡 田舍館村 |
| KK 12    | 境松         |          |          | 1.5      | 15.3     |                          | ｜   | 黑石市            |
| KK 13    | 黑石         |          |          | 1.5      | 16.8     |                          | ◇    | 黑石市            |

## 外部連結
- 弘南鐵道弘南線 （页面存档备份，存于）